# Brigitte Swoboda
Brigitte Swoboda (* 1. Februar 1943 in Wien; † 24. Juni 2019 in Kittsee) war eine österreichische Schauspielerin.

## Leben
Brigitte Swoboda wurde 1943 in Wien-Brigittenau geboren. Sie wuchs im ersten Wiener Gemeindebezirk auf und hat darüber in der ORF-Doku Meine Innere Stadt (2017) berichtet. Schon als Kind wollte sie Pianistin oder Schauspielerin werden, machte aber eine Ausbildung zur Grafikerin und begann mit 17 Jahren Theater zu spielen. Eine Zeit lang war sie Laiendarstellerin in der „Neuen Wiener Bühne“. 1969 bekam sie durch Zufall die Rolle der Birgit in Wolfgang Bauers Erstlingswerk Magic Afternoon am Wiener Ateliertheater. Für diese Rolle erhielt sie die Kainz-Medaille.
1969 wurde sie von Gustav Manker entdeckt und an das Wiener Volkstheater engagiert. Ihre Antrittsrolle war die Salome Pockerl in Nestroys „Der Talisman“ als Partnerin von Helmut Qualtinger. Brigitte Swoboda brach in dieser Rolle mit der Wiener Aufführungstradition und war nicht „das niedliche Geschöpf aus einer Rousseau’schen Landschaft“, sondern „eine verschlampte Proletarierin von höchst ungemütlichem Zuschnitt, ein Schattengewächs aus dem Nachtasyl, der Wechselbalg eines in den Gänsestall abgelegten Großstadtteenagers“. Das berühmte Couplet Ja, die Männer hab’n ’s gut! klang „so gefährlich, als sei es mit einem rostigen Messer geritzt“. (Süddeutsche Zeitung)
Danach kam die Krankenschwester Riki in der Uraufführung von Wolfgang Bauers Change (1969). In den folgenden Jahren entwickelte sich Swoboda zu einer beliebten Volksschauspielerin und wurde neben Heinz Petters, Dolores Schmidinger und Hilde Sochor Teil des berühmten Nestroy-Ensembles am Volkstheater: Heimliches Geld, heimliche Liebe (1972), Gegen Torheit gibt es kein Mittel (1973), Umsonst! (1974), Das Gewürzkrämerkleeblatt (1977). Darüber hinaus spielte Swoboda auch in Stücken des Altwiener Volkstheaters von Ferdinand Raimund, so die Rosa in Der Verschwender, Linda in Der Barometermacher auf der Zauberinsel und Ludwig Anzengruber (Pepi Schalanter in Das vierte Gebot, 1970). Sie setzte aber auch starke Akzente in Ur- und Erstaufführungen von Peter Turrini (Die Wirtin, 1975), Walter Wippersberg (Was haben vom Leben, 1976), Franz Xaver Kroetz (Nicht Fisch, nicht Fleisch, 1980), Heinz Rudolf Unger (Zwölfeläuten, 1984) und Felix Mitterer (Kein schöner Land, 1987). Dem Volkstheater-Ensemble gehörte Swoboda bis zu ihrer Pensionierung 2003 an. Sie wurde dort auch zum Ehrenmitglied ernannt.
Bekannt wurde Swoboda auch durch Fernsehauftritte wie als Frau Wybiral in Der neue Untermieter oder durch ihre Mitwirkung als Hausmeisterin Koziber in der Kultserie Kaisermühlen Blues. Zuletzt spielte sie an ihrem Stammhaus, im Volkstheater Wien, u. a. in Nestroys Das Mädl aus der Vorstadt, Nestroys Der böse Geist Lumpazivagabundus oder in Brochs Die Erzählung der Magd Zerline.
Brigitte Swoboda starb im Juni 2019 nach langer, schwerer Krankheit im Alter von 76 Jahren im Krankenhaus von Kittsee im Burgenland. Sie wurde kremiert und ihre Urne an ihrem letzten Wohnort Apetlon im Bezirk Neusiedl am See beigesetzt.

## Film und Fernsehen

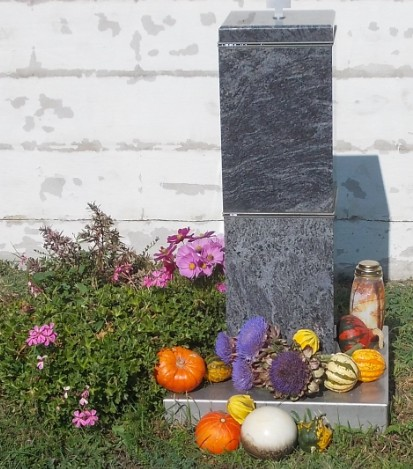
Grabstätte von Brigitte Swoboda

- 1970: Fall Regine Kraus (Fernsehen)
- 1972: Die Abenteuer des braven Soldaten Schwejk (Fernsehserie), mit Fritz Muliar
- 1972: Der letzte Werkelmann
- 1976: Der junge Freud (Young Dr. Freud, Fernsehen), Regie: Axel Corti
- 1976: Jakob der Letzte (Fernsehen)
- 1977: Die Alpensaga, Teil 3 – das große Fest (Fernsehen)
- 1978: Mit Leib und Seele (Regie: Käthe Kratz)
- 1980: Tatort (Fernsehserie, Episode: Mord auf Raten)
- 1981: Der Bockerer
- 1983: Der gute Engel (Fernsehserie)
- 1988: Wiener Walzer (Fernsehen)
- 1992–2000: Kaisermühlen-Blues (Fernsehserie)
- 2000: Lumpazivagabundus (Fernsehen)
- 2001: Kommissar Rex (Episode: Das Mädchen und der Mörder, Fernsehserie)
- 2006: Feine Dame

## Theater
- 2003: Anatevka (Volksoper): Golde
- 2010: Liliom (Volkstheater)

## Hörspiele
- 2008: Marie von Ebner-Eschenbach: Das Gemeindekind (Virgilova) – Regie: Götz Fritsch (Hörspiel – ORF/MDR)

## Auszeichnungen
- 1969: Kainz-Medaille – Förderungspreis
- 1970/1971: Karl-Skraup-Preis – Nachwuchspreis
- 1976/1977: Karl-Skraup-Preis  – Preis für beste schauspielerische Leistung
- 1989: Ehrenmedaille der Bundeshauptstadt Wien in Silber
- 1993/1994: Karl-Skraup-Preis – Preis für beste Nebenrolle
- 1996: Nestroy-Ring
- 2004: Silbernes Ehrenzeichen für Verdienste um das Land Wien